# Mak Phan
 (janvier 2019).
Mak Phan (né Makouangou Mbimi Stéphane Richy), surnommé « le Général » dans l'univers musical, est un rappeur congolais.

## Carrière musicale
Mak Phan commence sa carrière musicale en 2007 à Pointe-Noire, où il intègre son premier groupe, Ghetto K, puis d'autres. Il décide ensuite de se lancer dans une carrière solo.
En 2010, Mak Phan participe à la soirée urbaine organisée par l'Institut français du Congo (CCF), où il reçoit un diplôme d'honneur artistique et un trophée de meilleur rappeur. En octobre de la même année Mak Phan sort le clip du titre Na Yé. Il participe au festival Afropolitan Nomade, à Pointe-Noire.

## Discographie
- On va cascadé
- Na yé
- La Guerre
- Coup de reins
- Tour d’Afrique
- Congo
- Demandé demandé
- Mouvoussou
- Laisse-nous faire
- Paix et sécurité dans le monde